# إثميا دقيقة
إثميا دقيقة (الاسم العلمي: Ethmia minuta) هي نوع غير مؤكد من الحشرات تتبع جنس الإثميا من فصيلة الألاشستيات.